# Francis Burslem
Francis Burslem, né en janvier 1723 à Packington dans le Leicestershire anglais et mort le 11 décembre 1801 à Youghal en Irlande, est un officier de la Royal Navy. Il sert durant la guerre de Sept Ans, atteignant le rang de captain.

## Biographie
Francis Burslem est nommé lieutenant le 17 septembre 1743, puis commander le 24 juin 1757, date à laquelle il reçoit le commandement du Racehorse (en). Il conserve ce poste jusqu’en 1758, puis est nommé à bord du Coventry en avril 1759.
Il devient captain le 4 octobre 1759 et prend part à la bataille des Cardinaux le 20 novembre 1759.
Il débarque du Coventry en avril 1760.